# Bouvines
Bouvines település Franciaországban, Nord megyében. Lakosainak száma 766 fő (2022. január 1.). Bouvines Gruson, Cysoing és Sainghin-en-Mélantois községekkel határos.

## Népesség
A település népességének változása:
| Lakosok száma | 701  | 696  | 706  | 775  | 765  | 756  | 746  | 755  | 766  |
|               | 2013 | 2015 | 2016 | 2017 | 2018 | 2019 | 2020 | 2021 | 2022 |